# 杨晨 (1974年)
杨晨（1974年1月17日—），呢称“大杨”、“中国杨”，男，北京人，中国前足球運動員，在场上司职前鋒和前卫。

## 生平

### 球員生涯

#### 俱乐部
杨晨原效力北京國安隊，1998年5月租借到德乙曼海姆，7月1日以100萬馬克轉投德甲法蘭克福。8月14日在德甲代表法蘭克福首次出賽並打足全場。9月8日在聯賽對射入一球，成為首位在德甲聯賽入球的中國球員，也是中國球員在歐洲五大聯賽中的首個入球。在 1998/1999赛季，杨晨凭借着超人的速度和爆发力成为法兰克福锋线主力射手，一个赛季打进8粒宝贵入球， 为法兰克福成功保级立下了汗马功劳。杨晨在整个德甲效力期间总共打进16球，成为在欧洲顶级联赛中进球最多的中国球员，2002年轉會至聖保利，算上从德甲到德乙的法兰克福和圣保利，他在德国五年间一共有26球进账，其中联赛23球，杯赛3球。2003年回國，加盟深圳健力宝。2006年转会厦门蓝狮。

#### 国家队
杨晨曾擔任1996屆國奧隊隊長，1998年10月21日首次入選國家隊，同年12月，參加第13屆亞運會足球比賽，獲得第3名。2000年2月再次入選米盧執教的國家隊并参加同年的亚洲杯。
2001年參加世界杯亞洲區小組賽和十強賽，並獲得晉級韓日世界杯決賽周的資格。值得一提是，其中小组赛最后一战对土耳其国家足球队中，一脚劲射击中门柱，跟肇俊哲一样，险些改变历史为中国队入球。

### 退役
2007年赛季结束后，厦门蓝狮解散，杨晨处于无球可踢的状态。2009年初，他加盟刚刚冲入中超的江苏舜天，成为助理教练，也从此结束了自己的球员生涯。2010年楊晨遠赴德國深造，並於年底重返江蘇隊擔任2011年賽季新任主帥科西安的助手。科西安下课后，继续留队任德拉甘·奥库卡的助手。
2013赛季结束后，杨晨向江苏舜天俱乐部提出辞职，随后来到贵州人和俱乐部，担任领队职务。2015年，杨晨出任北京控股足球俱乐部领队及助理教练。

### 教练
2021年4月，中国足协宣布，杨晨担任中国U16国家男子足球队主教练。杨晨于2018年担任中国U25国家男子足球队副领队兼助理教练，2020年至2021年4月担任中国U22国家男子足球队领队兼助理教练。

### 球隊管理層
2024年5月20日，杨晨出任河南足球俱乐部副总经理，負責一线队及青训工作。

## 個人榮譽
- 2002年：推出了首本自傳《真心楊晨》；入選一次德乙联赛最佳阵容
- 2000年：中國足球最佳男運動員、中國足球先生、入選中國足球龍之隊
- 1999－2000年：入選三次《踢球者》杂志德甲最佳阵容
- 1998年：法蘭克福球隊最佳射手。
- 2021年8月19日，作为第一位登录欧洲五大联赛的中国球员，被德国足球联赛协会授予“德甲传奇球星”（Bundesliga Legends）称号。[4]

## 曾參與演岀之電視剧
- 2002年《壯志雄心》

## 外部連結
- 杨晨之家 （页面存档备份，存于）